# Finn Tveter
Finn Tveter (noruec bokmål: Finn Ivar Tveter)  (Oslo, 19 de novembre de 1947 - Oslo, 30 de juliol de 2018) fou un remer noruec que va competir durant les dècades de 1960 i 1970.
El 1972 va prendre part en els Jocs Olímpics d'Estiu de Múnic, on fou novè en la prova del quatre amb timoner del programa de rem. Quatre anys més tard, als Jocs de Mont-real, guanyà la medalla de plata en la prova del quatre sense timoner. Formà equip amb Ole Nafstad, Arne Bergodd i Rolf Andreassen.
En el seu palmarès també destaca una medalla de bronze en el quatre amb timoner al Campionat del Món de rem de 1970.